# Lijst van beelden in Stein
Dit is een (onvolledige) chronologische lijst van beelden in Stein. Onder een beeld wordt hier verstaan elk driedimensionaal kunstwerk in de openbare ruimte van de Nederlandse gemeente Stein, waarbij beeld wordt gebruikt als verzamelbegrip voor sculpturen, standbeelden, installaties, gedenktekens en overige beeldhouwwerken.
Voor een volledig overzicht van de beschikbare afbeeldingen zie de categorie Beelden in Stein op Wikimedia Commons.
| Geplaatst  | Omschrijving                                | Kunstenaar            | Straat                                    | Plaats           | Materiaal           | Afbeelding |
| ---------- | ------------------------------------------- | --------------------- | ----------------------------------------- | ---------------- | ------------------- | ---------- |
| 1926       | Heilig Hartbeeld (Stein)                    | Atelier J.W.Ramakers  | Assevedostraat                            | Stein            |                     |            |
| 1930       | Heilig Hartbeeld (Elsloo)                   |                       | Schoolstraat / Stationsstraat             | Elsloo           |                     |            |
| 1935       | Heilig Hartbeeld (Berg aan de Maas)         | Atelier J.W. Ramakers | Kerkstraat                                | Berg aan de Maas | natuursteen         |            |
| 1949       | Bokkenrijder                                |                       | Steinerbos                                | Stein            |                     |            |
| 1949       | Drie muzen                                  |                       | Steinerbos                                | Stein            |                     |            |
| 1955       | Beeldengroep (reliëfs) in Sint-Barbarakapel | Eugène Quanjel        | Hoge Bergstraat, kapel                    | Urmond           |                     |            |
| 1955       | Goede Herder                                | Joep Thissen          | Schoolsteeg, kerk                         | Meers            | steengoed           |            |
| 1955       | Havenmonument                               | Eugène Quanjel        | Havenstraat                               | Stein            |                     |            |
| 1956       | Kapelaan Berix (Monument)                   | Joep Thissen          | Kapelaan Berixstraat / Steiner Eindstraat | Meers            | keramiek            |            |
| 1973       | Spelenderwijs (reliëfs)                     | Jean Houben           | Bergènkenstraat                           | Stein            | Franse kalksteen    |            |
| 1976       | (beeld)                                     | Jean Houben           | Merodestraat, sporthal                    | Stein            | steen               |            |
| 1984       | De Besj                                     | Kees Verhoeve         | Dirgelen                                  | Stein            |                     |            |
| 1986       | De Brikkebekker                             | Sjeng Vaassen         | Dirgelen                                  | Stein            |                     |            |
| 1993       | Fanfaremonument                             |                       | Heerstraat Centrum                        | Stein            |                     |            |
| 1995<>2009 | Lichtvanger (Maasmonument)                  | Piet Berghs           | Battenweg                                 | Stein            | steen               |            |
| 1998       | Sint Leonardus en Sint Martinus             | Kees Verhoeve         | Grotestraat, kerk                         | Urmond           | hardsteen           |            |
| 1998       | Triade                                      | Fons Verhoeve         | Sanderboutlaan / Bussines Park Stein      | Elsloo           | rvs                 |            |
| 1996<>2011 | Gedenkzuil missiehuis                       | Kees Verhoeve         | Ondergenhousweg / Nederhof                | Stein            |                     |            |
| 2000       | Gusjke (Aelsergeis)                         |                       | Raadhuisstraat                            | Elsloo           |                     |            |
|            | (gevelsculptuur)                            |                       | Schineksstraat                            | Stein            |                     |            |
| 2002       | Groeikracht                                 | Niek Geelen           | Beatrixplein                              | Berg aan de Maas | staal               |            |
| 2004       | Woodhenge (Bomencirkel van Meers)           |                       | Koegrienddijkweg                          | Meers            |                     |            |
|            | (kunstwerk)                                 |                       | Wilhelminaplein                           | Stein            | glas ?              |            |
| ca 2006    | Waterratte                                  | Kees Verhoeve         | Grotestraat, kerk                         | Urmond           |                     |            |
| 2006       | De Koeleköp Meas                            | Maurice Janssen       | Kloosterstraat                            | Meers            |                     |            |
| 2015       | De Steinder Bök                             | Maurice Janssen       | Heerstraat Centrum, de Grous              | Stein            | steen / cortenstaal |            |
| 2019       | Wielermonument                              | José Fijnaut          | Maasberg                                  | Elsloo           | cortenstaal         |            |
| 2021       | Schuttersmonument (schutterij St. Joseph)   | Iris Roskam           | Kerkstraat                                | Stein            | chamotteklei        |            |